# Landhaus Krages
Das Landhaus Krages befindet sich in Bremen, Stadtteil Horn-Lehe, Ortsteil Horn, Marcusallee 11. Das Landhaus entstand 1925 nach Plänen von Hans Haering. 
Das Gebäude steht seit 1997 unter Bremer Denkmalschutz.

## Geschichte
Die zweigeschossige, verputzte, große konservativ gestaltete Villa mit einem Walmdach und einer rückseitigen Terrasse im Obergeschoss wurde 1925 für den Holzkaufmann Louis Krages (1875–1955) gebaut. Auf dem Grundstück wurden nach 1955 zwei weitere dreigeschossige Wohnhäuser erstellt.
  
Heute (2018) wird das Haus durch Wohnungen genutzt.
An der Marcusallee befinden sich noch die denkmalgeschützten Gebäude Nr. 1A Teehäuschen von Gut Kreyenhorst, Wohnanlage Marcusallee 2/4, Nr. 9 Villa Schütte und Nr. 38 Villa Koenenkamp.